# Der Mensch am Meer

Der Mensch am Meer

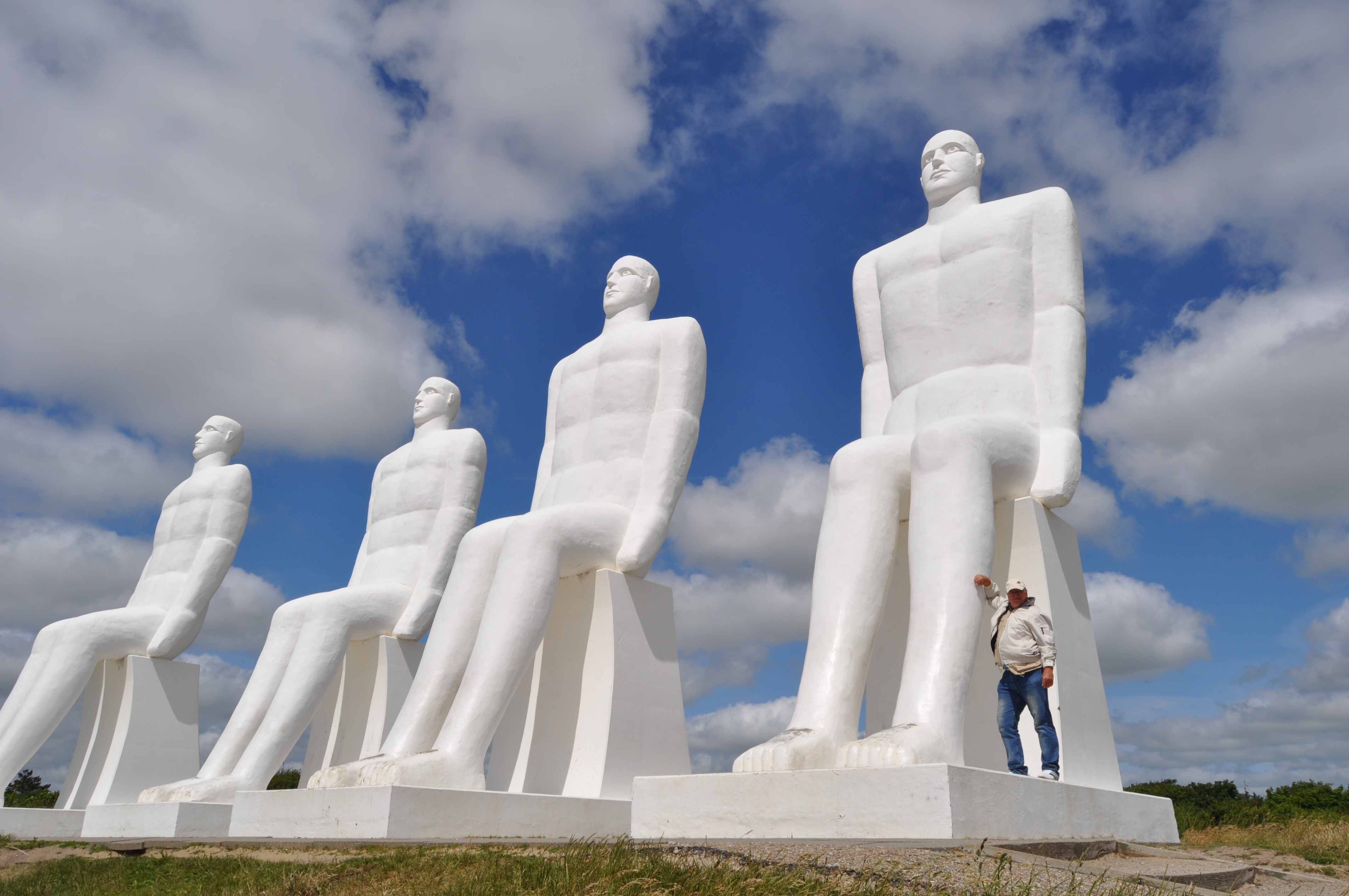
Skulpturengruppe bei Esbjerg

Der Mensch am Meer (dänisch Mennesket ved Havet) ist eine neun Meter hohe Skulpturengruppe aus weißem Beton, geschaffen vom Bildhauer, Maler und Grafiker Svend Wiig Hansen.
Die Skulptur steht in Sædding Strand nordwestlich vom Esbjerger Stadtzentrum, in der Nähe des Fischerei- und Seefahrtsmuseums. Die Skulptur wurde 1994 in Auftrag gegeben; Anlass war Esbjergs 100. Jubiläum als eigenständige Landgemeinde (sognekommune). Am 28. Oktober 1995 wurde sie der Öffentlichkeit übergeben. Sie ist mittlerweile ein Wahrzeichen der Stadt und kann bei gutem Wetter vom Meer aus noch in zehn Kilometern Entfernung gesehen werden.
Die Skulpturengruppe ist in Größe und Haltung der des Ramses im Tempel von Abu Simbel nachempfunden. Auch die Moais dienten als Inspiration.
Im ursprünglichen Entwurf von Svend Wiig Hansen aus dem Jahr 1954 sollte die Skulptur auf der Landspitze Grenen bei Skagen aufgestellt werden.

## Weblink
- Monumentalskulptur "Der Mensch am Meer". In: vadehavskysten.de. Abgerufen am 11. Dezember 2023.

Koordinaten: 55° 29′ 16″ N, 8° 24′ 40,2″ O